# Europapokal der Pokalsieger 1984/85
Der Europapokal der Pokalsieger 1984/85 war die 25. Ausspielung des Wettbewerbs der europäischen Fußball-Pokalsieger. 32 Klubmannschaften nahmen teil, darunter 19 nationale Pokalsieger und 13 unterlegene Pokalfinalisten (Celtic Glasgow, AFC Wrexham, Fortuna Sittard, US Luxemburg, FC Barcelona, Steaua Bukarest, AE Larisa, AFD Trakia Plowdiw, Beşiktaş Istanbul, Wisła Krakau, Internationál Bratislava, Boldklubben 1903 und ÍBV Vestmannaeyjar). Albanien hatte erneut keine Mannschaft am Start. Titelverteidiger Juventus Turin hatte sich als italienischer Meister für den Europapokal der Landesmeister 1984/85 qualifiziert.
Aus Deutschland waren DFB-Pokalsieger FC Bayern München, aus der DDR FDGB-Pokalsieger Dynamo Dresden, aus Österreich ÖFB-Cupsieger SK Rapid Wien und aus der Schweiz Cupsieger Servette Genf am Start.
Das Finale in De Kuip von Rotterdam gewann der FC Everton aus Liverpool mit 3:1 gegen Rapid Wien.
Torschützenkönige wurden der sowjetische Spieler Waleri Gassajew von Dynamo Moskau, der Schotte Andy Gray vom Titelträger FC Everton und der Tschechoslowake Antonín Panenka vom Finalisten Rapid Wien mit jeweils 5 Toren.

## Modus
Die Teilnehmer spielten wie gehabt im reinen Pokalmodus mit Hin- und Rückspielen den Sieger aus. Gab es nach beiden Partien Torgleichstand, entschied die Anzahl der auswärts erzielten Tore (Auswärtstorregel). War auch deren Anzahl gleich fand im Rückspiel eine Verlängerung statt, in der auch die Auswärtstorregel galt. Herrschte nach Ende der Verlängerung immer noch Gleichstand, wurde ein Elfmeterschießen durchgeführt. Das Finale wurde in einem Spiel auf neutralem Platz entschieden. Bei unentschiedenem Spielstand nach Verlängerung wäre der Sieger ebenfalls in einem Elfmeterschießen ermittelt worden.

## 1. Runde
Die Hinspiele fanden am 18./19. September, die Rückspiele am 3./4. Oktober (Hamrun gegen Ballymena am 26. September) 1984 statt.
|                               | Gesamt    |                   | Hinspiel | Rückspiel |
| ----------------------------- | --------- | ----------------- | -------- | --------- |
| SK Rapid Wien                 | 5:2       | Beşiktaş Istanbul | 4:1      | 1:1       |
| Ballymena United              | 1:3       | Ħamrun Spartans   | 0:1      | 1:2       |
| University College Dublin AFC | 0:1       | FC Everton        | 0:0      | 0:1       |
| Wisła Krakau                  | 7:3       | ÍBV Vestmannaeyja | 4:2      | 3:1       |
| FC Bayern München             | 6:2       | Moss FK           | 4:1      | 2:1       |
| AFC Wrexham                   | (a)4:4(a) | FC Porto          | 1:0      | 3:4       |
| FC Metz                       | 6:5       | FC Barcelona      | 2:4      | 4:1       |
| FK Dynamo Moskau              | 6:2       | Hajduk Split      | 1:0      | 15:2 1    |
| AS Rom                        | 1:0       | Steaua Bukarest   | 1:0      | 0:0       |
| KB Kopenhagen                 | 0:3       | Fortuna Sittard   | 0:0      | 0:3       |
| Malmö FF                      | 3:4       | Dynamo Dresden    | 2:0      | 1:4       |
| AFD Trakia Plowdiw            | 5:1       | US Luxemburg      | 4:0      | 1:1       |
| Siófoki Bányász SE            | 1:3       | AE Larisa         | 1:1      | 0:2       |
| KAA Gent                      | 1:3       | Celtic Glasgow    | 1:0      | 0:3       |
| APOEL Nikosia                 | 1:6       | Servette Genf     | 0:3      | 1:3       |
| Internationál Bratislava      | 2:1       | Kuusysi Lahti     | 2:1      | 0:0       |

## 2. Runde
Die Hinspiele fanden am 24. Oktober, die Rückspiele am 7. November 1984 statt.
|                          | Gesamt |                    | Hinspiel | Rückspiel |
| ------------------------ | ------ | ------------------ | -------- | --------- |
| Fortuna Sittard          | 3:2    | Wisła Krakau       | 2:0      | 1:2       |
| AE Larisa                | 3:1    | Servette Genf      | 2:1      | 1:0       |
| AS Rom                   | 3:0    | AFC Wrexham        | 2:0      | 1:0       |
| Internationál Bratislava | 0:4    | FC Everton         | 0:1      | 0:3       |
| FK Dynamo Moskau         | 6:0    | Ħamrun Spartans    | 5:0      | 1:0       |
| FC Bayern München        | 4:3    | AFD Trakia Plowdiw | 4:1      | 0:2       |
| Dynamo Dresden           | 3:1    | FC Metz            | 3:1      | 0:0       |
| SK Rapid Wien            | 4:1    | Celtic Glasgow     | 3:1      | 11:0 1    |

## Viertelfinale
Die Hinspiele fanden am 6. März, die Rückspiele am 20. März 1985 statt.
|                   | Gesamt |                  | Hinspiel | Rückspiel |
| ----------------- | ------ | ---------------- | -------- | --------- |
| FC Everton        | 5:0    | Fortuna Sittard  | 3:0      | 2:0       |
| AE Larisa         | 0:1    | FK Dynamo Moskau | 0:0      | 10:1 1    |
| FC Bayern München | 4:1    | AS Rom           | 2:0      | 2:1       |
| Dynamo Dresden    | 3:5    | SK Rapid Wien    | 3:0      | 0:5       |

## Halbfinale
Die Hinspiele fanden am 10. April, die Rückspiele am 24. April 1985 statt.
|                   | Gesamt |                  | Hinspiel | Rückspiel |
| ----------------- | ------ | ---------------- | -------- | --------- |
| FC Bayern München | 1:3    | FC Everton       | 0:0      | 1:3       |
| SK Rapid Wien     | 4:2    | FK Dynamo Moskau | 3:1      | 1:1       |

## Finale
| FC Everton                               | FC Everton | SK Rapid Wien | SK Rapid Wien |
| ---------------------------------------- | --- | --- | ------------- |
| FC Everton                               | \| 15. Mai 1985 in Rotterdam (De Kuip) \| \| Ergebnis: 3:1 (0:0) \| \| Zuschauer: 38.500 \| \| Schiedsrichter: Paolo Casarin ( Italien) \|                                                             | \| 15. Mai 1985 in Rotterdam (De Kuip) \| \| Ergebnis: 3:1 (0:0) \| \| Zuschauer: 38.500 \| \| Schiedsrichter: Paolo Casarin ( Italien) \| | SK Rapid Wien |
| FC Everton                               | Neville Southall – Gary Stevens, Derek Mountfield, Kevin Ratcliffe , Pat Van Den Hauwe – Trevor Steven, Peter Reid, Paul Bracewell, Kevin Sheedy – Andy Gray, Graeme Sharp Cheftrainer: Howard Kendall | Michael Konsel – Heribert Weber – Reinhard Kienast, Kurt Garger – Karl Brauneder, Leopold Lainer, Zlatko Kranjčar, Peter Hrstic, Rudolf Weinhofer (67. Antonín Panenka) – Peter Pacult (60. Johann Gröss), Hans Krankl Cheftrainer: Otto Barić ( Jugoslawien) | SK Rapid Wien |
| FC Everton                               | 1:0 Andy Gray (58.) 2:0 Gary Stevens (73.) 3:1 Kevin Sheedy (85.) | 2:1 Hans Krankl (84.) | SK Rapid Wien |
| FC Everton                               | Gary Stevens | Heribert Weber | SK Rapid Wien |
| 15. Mai 1985 in Rotterdam (De Kuip)      | | |               |
| Ergebnis: 3:1 (0:0)                      | | |               |
| Zuschauer: 38.500                        | | |               |
| Schiedsrichter: Paolo Casarin ( Italien) | | |               |